# La sonámbula
La sonámbula (título original en italiano, La sonnambula) es una ópera semiseria en dos actos con música de Vincenzo Bellini y libreto en italiano de Felice Romani, basada en un guion para una pantomima-ballet de Eugène Scribe y Jean-Pierre Aumer titulada La somnambule, ou L'arrivée d'un nouveau seigneur.
Es una de las tres óperas más conocidas y representadas de Bellini, junto a Norma y I Puritani. Es considerada una de las cumbres del bel canto romántico italiano.

## Historia
La opera fue compuesta específicamente para soprano ligera debido a las dificultosas notas sobreagudas y los trinos. 
Fue estrenada en el Teatro Carcano de Milán el 6 de marzo de 1831. Fue estrenada por los célebres Giuditta Pasta y Giovanni Battista Rubini, requiriendo técnica de coloratura muy fluida y notables habilidades vocales. El rol titular de Amina (la sonámbula del título) con su alta tesitura es conocido por su dificultad, requiriendo un dominio completo de trinos y técnica florida.  Con su historia y ambientación pastoral, La sonámbula fue un éxito inmediato. En vida de Bellini, la otra gran Diva María Malibrán fue una destacada exponente del papel. La ópera se representó por vez primera en Londres el 28 de julio de 1831 en el King's Theatre en Londres y Nueva York el 13 de noviembre de 1835 en el Park Theatre.
Fue vehículo de fama para la sueca Jenny Lind, Emma Albani y en el siglo XX para Lina Pagliughi, Toti Dal Monte, Maria Callas —en la hoy legendaria producción de La Scala de Luchino Visconti (1955)— Renata Scotto, Joan Sutherland, Edita Gruberova y Natalie Dessay...
La mayoría de las grabaciones se han hecho con una soprano como Amina, generalmente con notas sobreagudas y otros cambios añadidos según la tradición, aunque se estrenó en voz soprano sfogato (no confundir con la mezzosoprano moderna, inexistente en la época) que cantaba papeles de soprano y contralto sin modificarlos. A inicios del siglo XX el papel protagonista era utilizado para el lucimiento de sopranos de coloratura, quienes colmaron el rol de Amina con excesos ornamentales más propios del Barroco que del Bel canto de Bellini; no fue hasta la irrupción de Maria Callas que Amina vio restaurada su esencia expresiva y dramática, y se creó la versión moderna. La primera mezzosoprano que grabó el papel fue Frederica von Stade en 1980, le siguió recientemente Cecilia Bartoli.
La frase "Ah! non credea mirarti / Sì presto estinto, o fiore" del aria "Ah! non credea mirarti" de La sonámbula está inscrita en la tumba de Bellini en la catedral de Catania, Sicilia.
Esta ópera sigue en el repertorio, aunque no está entre las más representadas; en las estadísticas de Operabase aparece la n.º 92 de las cien óperas más representadas en el período 2005-2010, siendo la 35.ª en Italia y la segunda de Bellini, con 41 representaciones.

## Personajes
| Personaje         | Tesitura     | Elenco del estreno, 6 de marzo de 1831 (Director: - ) |
| ----------------- | ------------ | ----------------------------------------------------- |
| Conde Rodolfo     | bajo         | Luciano Mariani                                       |
| Amina             | soprano      | Giuditta Pasta                                        |
| Elvino            | tenor        | Giovanni Battista Rubini                              |
| Lisa              | soprano      | Elisa Taccani                                         |
| Teresa            | mezzosoprano | Felicita Baillou-Hilaret                              |
| Alessio           | bajo         | Lorenzo Biondi                                        |
| Notario           | tenor        | Antonio Crippa                                        |
| Campesinos - Coro |              |                                                       |

## Argumento
La acción se desarrolla en un pueblo de Suiza, en una época indeterminada.

### Acto I
Escena IUn pueblo, un molino en el fondo

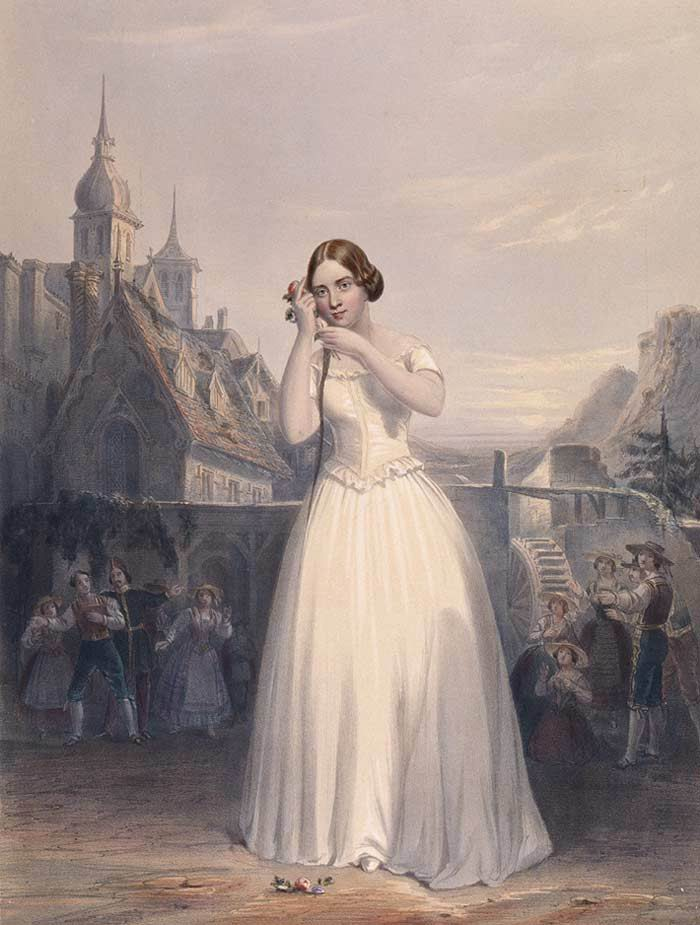
Jenny Lind en La Sonnambula.

La plaza de una aldea de los Alpes suizos, en una época indeterminada. A un lado, la posada de Lisa, hermosa mujer coqueta e intrigante, a cuyo amor aspira el joven campesino Alessio, persona de buen corazón pero sin muchos medios de fortuna. Lisa, en realidad, quiere recuperar el amor de Elvino, su antiguo pretendiente, campesino mucho más rico que Alessio, pero prometido ahora de la joven huérfana Amina, a la que la molinera Teresa acogió en su casa dándole su cariño.
Al alzarse el telón un nutrido grupo de campesinos muestra su alegría por la celebración de los esponsales de Amina y Elvino: se va a firmar el contrato nupcial y al día siguiente se celebrará la ceremonia religiosa. Lisa, la propietaria de la posada, está consumida por los celos. No soporta que el pueblo entero alabe la belleza y cualidades de su rival Amina. Alessio, encargado de organizar los festejos, es tratado con altivez por Lisa. Amina, turbada ante los elogios de todos, agradece a sus amigos sus bellos deseos y particularmente a su madrastra, Teresa, la propietaria del molino, que la ha adoptado como una huérfana. Agradece a Alessio, que ha preparado la canción nupcial y organizado las celebraciones, deseándole suerte en su cortejo de Lisa, que sigue rechazando sus proposiciones.
Llega el notario. El novio aún no se ha presentado, y a todos resulta extraño este hecho. Por fin aparece Elvino, y explica su tardanza porque se había detenido a orar ante la tumba de su difunta madre, cuya bendición desde el cielo ha implorado para su boda, y entrega a la novia el anillo que le habla pertenecido: Amina será tan buena esposa para él como su madre lo fue para su progenitor. El notario procede, y pregunta a los novios cuál es su aportación al matrimonio: todas sus tierras, Elvino; sólo su corazón, Amina, lo cual, en opinión de su amado, lo es todo.
Se oye en escena ruido de caballos. Un carruaje se detiene en la plaza, del que desciende un misterioso caballero de edad madura. Rodolfo, que así se llama el personaje, se dirige al grupo de los presentes y pregunta si falta mucho para llegar al castillo del conde, señor de aquellas tierras. Lisa, siempre calculadora, ofrece al caballero su posada asegurando que no podrá llegar más que a noche cerrada. Rodolfo acepta encantado su proposición y reconoce encantado el lugar donde, afirma, pasó hermosos días de juventud, al tiempo que se informa de las circunstancias de la boda, alabando la belleza y gentileza de la novia, que le recuerda a una muchacha a la que él amó hace muchos años; ello despierta los celos de Elvino, que debe callar ante un caballero de tanta alcurnia. Admite que estuvo una vez en el castillo, cuyo señor ha muerto hace cuatro años. Cuando Teresa explica que su hijo había desaparecido algunos años antes, el extraño les asegura que está vivo y que regresará.
Rodolfo no quiere revelar su identidad: en realidad es el conde, venido de lejos a hacerse cargo del castillo de sus difuntos padres. Teresa advierte entonces a los presentes que ya es hora de retirarse. A preguntas del conde, le explican que a esas horas suele vagar por el lugar una terrible presencia, un fantasma. Rodolfo se ríe de tal superstición, augurando para aquellas tierras la pronta desaparición del espectro. El conde se retira a descansar a la posada de Lisa; los campesinos hacen lo propio. Elvino está celoso de la admiración del extraño por Amina; está celoso incluso de las brisas que la acarician. Amina hace prometer a Elvino que olvidará sus celos injustificados. Las sombras invaden la plaza, que va vaciándose poco a poco.
Escena IIuna habitación en la posada
El interior de la alcoba de Rodolfo en la posada. Se ve una gran ventana al fondo. El alcalde ha informado a Lisa, junto con el resto del pueblo, de la verdadera identidad de este. Lisa le dice al extraño que ha sido reconocido como Rodolfo, el hijo del conde largamente perdido, y le advierte de que el pueblo está preparando una bienvenida formal. Mientras tanto, ella es la primera en rendirle pleitesía, deseosa de que ello le reporte algún futuro beneficio al ser la primera en presentarle sus respetos. El conde acepta encantado la visita de la posadera, en la que intuye alguna posibilidad amorosa. Ella se siente halagada cuando él comienza este flirteo, pero se escapa corriendo, perdiendo un pañuelo con las prisas, cuando oye sonido fuera.
En la ventana aparece Amina, que caminando dormida, se imagina como será su boda con Elvino. Rodolfo, dándose cuenta de que sus paseos nocturnos han suscitado la historia del fantasma en el pueblo, está a punto de aprovechar su desvalido estado pero queda conmovido ante su inocencia, la bondad de corazón de la joven, y de su hondo amor por Elvino, por lo que abandona ciertas ideas que mal encajarían con la virtud de la joven. El conde recoge el pañuelo y lo deja caer en la cama: reconoce que la joven es sonámbula. Amina se duerme en el sofá y él sale.
En ese momento se oyen las voces de los campesinos, que a pesar de la hora acuden a presentar sus respetos al conde. Lisa sale de su escondite, contempla a Amina en la habitación y comprende encantada que su rival va a perder la reputación. El conde, asustado por las circunstancias, decide marcharse de la posada y sale por la ventana, cerrándola tras de si.
Los campesinos entran y comprueban que el conde no se encuentra allí, y también que hay otra persona: una mujer. Momentos más tarde comprueban horrorizados que la mujer es Amina. Lisa señala a la durmiente Amina.
Elvino, que acaba de entrar en la habitación seguido de Teresa, creyendo que ella le ha sido infiel, la rechaza enfurecido. Ante sus gritos, Amina se despierta, se sorprende de hallarse allí, pero de nada le sirven sus protestas de inocencia: nadie le cree, y menos que nadie el celoso Elvino, que la rechaza violentamente. Amina, asustada y llorosa, busca consuelo en Teresa, la cual anuda el pañuelo de Lisa en el cuello de Amina, creyéndolo de la joven. Amina está desesperada. Todos, excepto Teresa, la abandonan.

### Acto II
Escena IUn bosque
Nos hallamos ahora en la colina cercana al castillo del conde Rodolfo. Un grupo de preocupados campesino acuden al castillo para pedir al conde que ayude a probar la inocencia de Amina. Se encuentran por el camino con Teresa y Amina, que también acuden a solicitar la ayuda del conde. Pasa entonces Elvino, cabizbajo y ofendido, Amina se acerca hasta él y le ruega que acepte sus explicaciones de honradez, pero él le quita el anillo que le había entregado, y ni siquiera las palabras de los campesinos, que regresan con la garantía de inocencia del conde, consiguen que el joven cambie su actitud, aunque no consigue apartar su imagen de su corazón. Amina, desesperada, cae desmayada en brazos de su madre.
Escena IIEl pueblo, como en el Acto I

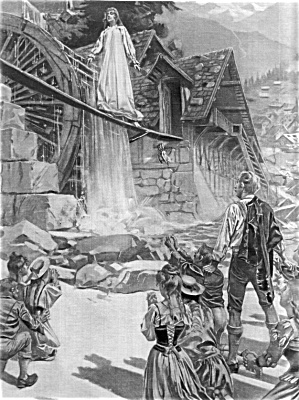
Representación de William de Leftwich Dodge, de 1899.

De nuevo nos encontramos en la plaza de la aldea. Lisa, como de costumbre, discute con Alessio, cuyo amor sigue rechazando. Elvino ha decidido casarse con Lisa. Aparece un grupo de campesinos que anuncian alegres la próxima boda de Lisa y Elvino: este acude en persona a formular a Lisa su propuesta, que la joven acepta encantada sin importarle que Elvino se case con ella por despecho.
La pareja se encamina hacia el templo, pero hace su aparición el conde Rodolfo, quien asegura a Elvino que Amina es inocente. Él le pide que justifique la presencia de la muchacha en su alcoba, y Rodolfo explica a los presentes que hay personas, los sonámbulos, que caminan y contestan a quienes les hablan estando profundamente dormidos, mas nadie da crédito a sus palabras, a pesar incluso de su condición de señor de aquellas tierras. Elvino rechaza creerlo.
Al oír el griterío Teresa sale de su casa y pide a todo el mundo que se calle: Amina, al fin, ha logrado conciliar el sueño agotada. Todos obedecen. Teresa repara entonces en la comitiva y se percata de lo que está sucediendo. Lisa, cínica, le dice que se casa con Elvino porque a ella no la han sorprendido de noche en la habitación de un hombre. Teresa, indignada, muestra a todos el pañuelo que ésta perdió en la alcoba del conde, quien discretamente se queda callado, pero sigue afirmando la virtud de Amina. Lisa no sabe qué explicación dar. Elvino se pregunta sobre la existencia de la virtud entre las mujeres y del amor verdadero y pide una prueba. En ese momento Amina sale por la ventana del molino, y el conde lo indica a todo el mundo.
La joven emprende su sonámbulo paseo; corre el riesgo de caer sobre la rueda del molino, pero se salva; habla en sueños. Rodolfo advierte que despertarla será fatal, de manera que todos miran mientras ella revive su compromiso y su dolor por el rechazdo de Elvino. Ella llega sana y salva al otro lado. El conde, empujando al muchacho, le dice que haga lo que Amina le pide en sueños, y este le devuelve el anillo. Los aldeanos estallan en gritos. Amina se despierta, y se encuentra, maravillada, en los brazos de Elvino, quien le solicita su perdón y que todos aclaman su inocencia. El canto de Amina, camino por fin del altar del brazo de su amado, concluye la ópera con la expresión de su extasiada felicidad.

## Arias destacadas
- "Come per me sereno (Por mi parte está claro)" (Amina)
- "Prendi, l'anel ti dono (Tomar el anillo que te doy)" (Elvino)
- "Vi ravviso, o luoghi ameni (Reconocemos, o lugares agradables)" (Rodolfo)
- "Ah! non credea mirarti (No creí que te desvanecieras tan pronto, oh flor)" (Amina)
- Ah, non giunge (Ah, ahí viene) (Amina)

## Discografía

### Audio
| Año  | Elenco (Amina, Elvino, Rodolfo, Lisa, Teresa)                                                    | Director, Teatro de ópera y orquesta | Sello discográfico                                  |
| ---- | ------------------------------------------------------------------------------------------------ | --- | --------------------------------------------------- |
| 1952 | Lina Pagliughi, Ferruccio Tagliavini, Cesare Siepi, Wanda Ruggeri, Anna Maria Anelli             | Franco Capuana, Coro y orquesta de la RAI de Turín                                                                                              | Audio CD: Preiser Records Cat: 20038                |
| 1955 | Maria Callas, Cesare Valletti, Giuseppe Modesti, Eugenia Ratti, Gabriella Carturan               | Leonard Bernstein, Coro y orquesta de La Scala (Grabación de una representación en La Scala, 5 de marzo de 1955)                                | DVD: EMI Cat: CMS 5 67906-2                         |
| 1957 | Maria Callas, Nicola Monti, Nicola Zaccaria, Eugenia Ratti, Fiorenza Cossotto                    | Antonino Votto, Coro y orquesta de La Scala | Audio CD: EMI Classics Cat: B000002RXR              |
| 1962 | Joan Sutherland, Nicola Monti, Fernando Corena, Sylvia Stahlman, Margreta Elkins                 | Richard Bonynge, Coro y orquesta de Maggio Musicale Fiorentino                                                                                  | Audio CD: Decca Cat: 448 966-2; 455 823-2 (Francia) |
| 1980 | Joan Sutherland, Luciano Pavarotti, Nicolai Ghiaurov, Isobel Buchanan, Della Jones               | Richard Bonynge, Orquesta Filarmónica Nacional Coro de Ópera de Londres                                                                         | Audio CD: Decca Cat: 417 424-2                      |
| 1986 | Jana Valášková, Josef Kundlák, Peter Mikuláš, Eva Antolicová, Ján Gallo                          | Ondrej Lenárd, Orquesta Sinfónica de la Radio Eslovaca Coro Filarmónico Eslovaco                                                                | Audio CD: Opus Cat: 9356 1928/29                    |
| 1992 | Luba Orgonasova, Raúl Giménez, Francesco Ellero d'Artegna, Dilbèr, Alexandra Papadjiakou         | Alberto Zedda, Orquesta de Cámara de la Radio de los Países Bajos (Grabación de una interpretación de concierto en el Concertgebouw, Ámsterdam) | Audio CD: Naxos Cat: 8.660042/43                    |
| 1999 | Eva Lind, William Matteuzzi, Petteri Salomaa, Sonia Ganassi, Stefania Donzelli                   | Gabriele Bellini, Orchestra of Eastern Netherlands                                                                                              | Audio CD: Arts Cat: 47291-2                         |
| 2006 | Natalie Dessay, Francesco Meli, Carlo Colombara, Sara Mingardo, Jael Azzaretti                   | Evelino Pido, Coro y orquesta de la Ópera de Lyon                                                                                               | Audio CD: Virgin Classics Cat: 3 95138 2            |
| 2008 | Cecilia Bartoli, Juan Diego Flórez, Ildebrando D'Arcangelo, Gemma Bertagnolli, Liliana Nikiteanu | Alessandro De Marchi, Orquesta La Scintilla | Audio CD: Decca Cat: 478 1084                       |

### Vídeo
| Año  | Elenco (Amina, Elvino, Rodolfo, Lisa, Teresa)                             | Director, Teatro de ópera y orquesta                                                                                      | Sello                                      |
| ---- | ------------------------------------------------------------------------- | --- | ------------------------------------------ |
| 1956 | Anna Moffo, Danilo Vega, Plinio Clabassi, Gianna Galli, Anna Maria Anelli | Bruno Bartoletti, Coro y orquesta de la RAI de Milán (Grabación en vídeo de una película de televisión en blanco y negro) | DVD: Video Artists International Cat: 4239 |
| 2004 | Eva Mei, Josep Bros, Giacomo Prestia, Gemma Bertagnolli, Nicoletta Curiel | Daniel Oren, RAI Maggio Musicale Fiorentino (Grabación en vídeo hecha en representaciones en enero de 2004)               | DVD: TDK DVWW Cat: 4239                    |